# Брокхофф, Даниель
Даниель Матьё Вивьер Брокхофф (дат. Daniel Mathieu Vivier Brockhoff, род. 29 ноября 2005, Транбьерг, Орхус) — датский профессиональный велогонщик, выступающий за велоклуб Вайле.

## Карьера
Даниель Брокхофф участвовал в различных шоссейных велогонках, как групповых, так и индивидуальных. В сезоне 2024 года он участвовал в национальных чемпионатах, включая чемпионат Дании по шоссейному велоспорту, где занял 28-е место в индивидуальной гонке среди юниоров и 26 место в групповой гонке.
В 2023 году он также участвовал в Tour de Himmelfart, завершив гонку за 36:20 на 16 кругах, продемонстрировав свой соревновательный дух в юном возрасте.
Брокхофф активно участвует в соревнованиях и входит в группу старших велосипедистов Vejle Cykel Klub, где он тренируется и участвует в различных велогонках в течение года.

## Достижения
2019
6-й на Fri Bike Shop — Sønderborg løbet, Сённерборг
Hydro løbet:
5-й на этапе в Тённере
6-й на этапе в Хобро
6-й на Kvickly Odder Løbet, Tornado Cup FINALE, Оддер
Jysk Energi Løbet, Хольстебро:
3-й на групповой гонке
4-й на командной гонке
U17 Tornado Cup:
5-й на 5-м этапе, Sparekassen Kronjylland BCK Løbet
6-й на этапе в Коллинге, Poul Erik Bech-løb
8-й на 4-м этапе велосипедной недели Раннерса
2020
5-й на Grote Prijs CK Aarhus XVIII
6-й на Korona Prijs CK Aarhus XVI
8-й на Middelfart
9-й на Fri Bike Shop, Сённерборг
10-й на Hydro løbet — DEMIN CUP — UnoX Cup — Damecup
10-й на Vejen — Esbjerg — JFM Linjeløb
2021
5-й на Fri Bike Shop, Сённерборг
5-й на Esbjerg CR / Vejen BC 2021 — JFM TT
8-й на 2-м этапе велосипедной недели Раннерса, критериум
10-й на Meldgaardløbet Rødekro Cykle Club
1-й этап CAMPIONE PINSE CUP, Силькеборг
Youth Tour RCR & TCR:
9-й на 2-м этапе
7-й на 4-м этапе
2022
6-й на индивидуальной гонке чемпионата Integoløbet Hedensted Jysk fynsk
Велосипедная неделя Раннерса:
9-й в командной гонке
9-й в генеральной классификации
10-й на 2-м этапе Middelfart — Ladies Cup
7-й на 1-м этапе гонки Три дня на севере
2023
7-й на Fri Bike Shop, Сённерборг
Tønder ACR løbet
Odder CK
6-й на Nyborg 2023
2-й на BCC
2-й на CAMPIONE Hobro løbet 2023 — Jysk-Fynsk Mesterskab 2023 linieløb
7-й на 1-м этапе велосипедной недели Раннерса, командная гонка
6-й Visit Vejle Løbet
3-й на Agro-Top løbet Skive
7-й на 3-м этапе CAMPIONE PINSE CUP, Principia Løbet Randers
Tour de Himmelfart:
8-й на 1-м этапе
7-й на 2-м этапе
4-й на 4-м этапе
10-й на Middelfart
2-й на KRITERIUM FREDERIKSHØJ/WINDOWMASTER powered by MARTINSEN
2024
10-й на HCC Løbet 2024 power by VW & Retro-Museum Ulfborg — Holstebro CC